# Paleoesquimals
Els paleoesquimals (també coneguts com a pre-thule o pre-inuit) eren els pobles que habitaven la regió àrtica de Txukotka (per exemple els del jaciment arqueològic de Chertov Ovrag a l'illa Wrangel), a l'actual Sibèria a Rússia a través d'Amèrica del Nord fins a Groenlàndia abans de l'arribada dels inuits moderns (kalaallit o esquimals). Les primeres cultures paleoesquimals es van desenvolupar cap a 2500 aC, però gradualment foren desplaçades de la major part regió i la darrera, la cultura Dorset, desaparegué cap a l'any 1500 de la nostra era.
Els grups paleoesquimals inclouen la cultura Pre-Dorset; la cultura Saqqaq de Groenlàndia (2500 - 800 aC); les cultures Independence I i Independence II del nord-est del Canadà i Groenlàndia (cap a 2400 – 1800 aC i 800 – 1 aC; la zona marítima de Labrador i Nunavik, i la cultura Dorset (500 aC a 1500 dC), la qual es va estendre a través de l'Amèrica del Nord àrtica. A la cultura Dorset la desplaçà els thules, que provenien d'Alaska i són els ancestres dels moderns inuit.

## Genoma humà seqüenciat
El febrer de 2010 es va fer la primera seqüenciació del genoma d'un home antic, usant fragments de cabell d'un hone de 4.000 anys d'antiguitat provinents del Museu Nacional de Dinamarca, l'Institut Genòmic de Pequín i altres col·laboradors seqüenciaren prop del 80% del genoma d'un home paleoesquimal que pertanyia a la cultura Saqqaq.
Basant-se en aquest genoma es va establir que hi va haver migracions àritques separades des de Sibèria i Amèrica del Nord fa uns 5.500 anys, i que aquestes ètnies arribaren a Groenlàndia fa uns 4.500 anys.